# Paul Bücher
Paul Bücher (* 25. März 1891 in Düsseldorf; † 5. September 1968 ebenda) war ein deutscher Landschaftsmaler und Glasmaler der Düsseldorfer Schule.

## Leben
Bücher erhielt eine künstlerische Ausbildung unter Josef Bruckmüller und Fritz Helmuth Ehmcke an der Kunstgewerbeschule Düsseldorf. Anschließend wechselte er an die Kunstakademie Düsseldorf, wo Hans Kohlschein und Franz Kiederich seine Lehrer waren. Unterbrochen wurde seine Ausbildung von einem Kriegsdienst als Freiwilliger im Ersten Weltkrieg, aus dem er 1919 zurück an die Akademie kam. Später unternahm Bücher Studienreisen nach Holland und weiteren europäischen Ländern sowie Nordafrika.
Bücher war Mitglied des Düsseldorfer Kunstvereins Malkasten, wo er 1966 eine Ausstellung hatte.
Zu seinem Gesamtwerk gehören Glasfenster mit figürlichen Darstellungen, Wandgemälde und Tafelbilder. Später lag sein Schwerpunkt auf Landschaftsmalerei. Dabei wählte er häufig Motive aus dem Niederrhein.

## Werke (Auswahl)
- Freiherr vom Stein und die Stände, Allegorie auf das Gemeinwesen, Ölbild, 1933, im Rathaus Hilden
- Wintertag, Ölbild, 60 × 50 cm, 1960